# Pupstruction
Pupstruction é uma série de animação computadorizada estadunidense infantil criada por Travis Braun e estreou no Disney Junior em 14 de junho de 2023.

## Elenco
- Yonas Kibreab como Phinny
- Carson Minniear como Tank
- Scarlett Kate Ferguson como Roxy
- Mica Zeltzer como Luna
- Grey Griffin como Maya
- Bobby Moynihan como Bobby Boots
- Kari Wahlgren como Scratch
- Eric Bauza como Harry, Sniff, Lloyd
- Alessandra Perez como Bailey

## Recepção
Na Common Sense Media, dá a série em 4 de 5 estrelas, e o aviso: “Filhotes de construção amigáveis salvam o dia com perseverança.”